# Kajetan Czermiński
Kajetan Czermiński herbu Cholewa – konsyliarz ziemi dobrzyńskiej w konfederacji radomskiej 1767 roku, podpisał elekcję Stanisława Augusta Poniatowskiego w 1764 roku.